# San Martín y Mudrián
San Martín y Mudrián é um município da Espanha na província de Segóvia, comunidade autónoma de Castela e Leão, de área  km² com população de 265 habitantes (2004) e densidade populacional de 6,27 hab/km².

## Demografia
| Variação demográfica do município entre 1991 e 2004 | Variação demográfica do município entre 1991 e 2004 | Variação demográfica do município entre 1991 e 2004 | Variação demográfica do município entre 1991 e 2004 |
| --------------------------------------------------- | --------------------------------------------------- | --------------------------------------------------- | --------------------------------------------------- |
| 1991                                                | 1996                                                | 2001                                                | 2004                                                |
| 338                                                 | 309                                                 | 274                                                 | 266                                                 |